# Pachystachys spicata
Pachystachys spicata là một loài thực vật có hoa trong họ Ô rô. Loài này được (Ruiz & Pav.) Wassh. mô tả khoa học đầu tiên năm 1986.